# جیا
جیا (به انگلیسی: Gia) نام یک فیلم تلویزیونی زندگی‌نامه‌ای دربارهٔ زندگی جیا کارنگی سوپرمدل آمریکایی است. این فیلم محصول سال ۱۹۹۸ است و بازیگران آن آنجلینا جولی، فی داناوی، مرسدس روئل و الیزابت میچل هستند. این فیلم به کارگردانی مایکل کریستوفر و نویسندگی کریستوفر و جی مک‌اینرنی است. موسیقی متن جیا را ترنس بلنچرد ساخته‌است.

## داستان
جیا کارنگی (آنجلینا جولی) اصلیتی فیلادلفیایی دارد و به نیویورک مهاجرت می‌کند تا یک مانکن شودو بلافاصله توجهش به وکیل قدرتمند، ویلهلمینا کوپر (فی داناوی) جلب می‌شود. طرز برخورد و زیبایی جیا به او کمک می‌کند به سرعت رشد کند و صنعت مدل مسلط می‌شود، اما تنهایی مداوم او پس از مرگ ویلهلمینا او را به داروی تغییر حالت دهنده مثل کوکائین می‌کشاند. او به عشق شهوتی با لیندا (الیزابت میچل)، یک هنرمند گریم گرفتار می‌شود. عشق شهوتی آن‌ها ابتدا هنگامی آغاز می‌شود که هر دو عریان ژست می‌گیرند و آن‌ها پس از عکس برداری کردن عاشق یکدیگر می‌شوند. هرچند پس از مدتی لیندا دربارهٔ مصرف داروهای جیا نگران می‌شود و با او اتمام حجت می‌کند: جیا داروها را انتخاب می‌کند. شکست در آشتی با لیندا و با مادرش، کاتلین (مرسدس روئل)، باعث می‌شود جیا به مصرف  هروئین رو آورد. با وجود این که او سرانجام موفق می‌شود با تلاش خود مصرف دارو را کنار بگذارد اما در این میان، بر اثر استفاده از سرنگ آلوده، به اچ‌آی‌وی مبتلا شده و بیماری او به ایدز پیشرفت کرده است. او باقی‌مانده عمر خود را در بیمارستان سپری می‌کند.

## بازیگران
| نام             | نقش                   |
| --------------- | --------------------- |
| آنجلینا جولی    | جیا کارنگی            |
| میلا کونیس      | جیا کارنگی (۱۱ سالگی) |
| فی داناوی       | ویلهلمینا کوپر        |
| مرسدس روئل      | کاتلین کارنگی         |
| الیزابت میچل    | لیندا                 |
| اسکات کوئن      | مایک منسفیلد          |
| ادموند جنست     | فرانچسکو اسکاوولو     |
| الکساندر انبرگ  | ون وانگنهیم           |
| لوئیس جیامبالوو | جوزف کارنگی           |
| اریک مایکل کول  | تی جی                 |
| کایلی تراویس    | استفانیا              |
| جان کانسیداین   | بروس کوپر             |

## جایزه‌ها

### گلدن گلوب
- آنجلینا جولی - بهترین اجرای بازیگر زن در یک مجموعه یا سینمایی برای تلویزیون
- فی داناوی - بهترین اجرای بازیگر زن در یک مجموعه یا سینمایی یا سری

### جایزه امی
- اریک ای سیرز - عکس برجسته به تنهایی با دوربین ویرایش شده برای مجموعه یا فیلم

### جوایز انجمن بازیگران فیلم
- آنجلینا جولی - اجرای برجسته بازیگر زن در فیلم تلویزونی یا مجموعه